# Baron Wake
Baron Wake, of Liddell, war ein erblicher britischer Adelstitel in der Peerage of England.
Der Titel wurde am 1. Oktober 1295 von König Eduard I. für John Wake geschaffen, indem er diesen durch Writ of Summons in sein Parlament lud. Dieser war Herr der Burg Liddel Strength in Cumbria.
Als Barony by writ war der Titel auch in weiblicher Linie vererbbar. Seit dem Tod des 8. Barons am 18. September 1408 ruht der Titel in Abeyance zwischen dessen Schwestern bzw. deren Nachfahren.

## Liste der Barone Wake (1295)
- John Wake, 1. Baron Wake (1268–1300)
- Thomas Wake, 2. Baron Wake (1297–1349)
- Margaret Wake, Countess of Kent, 3. Baroness Wake (um 1300–1349)
- John, 3. Earl of Kent, 4. Baron Wake (1330–1352)
- Joan, 4. Countess of Kent, 5. Baroness Wake (1328–1385)
- Thomas Holland, 2. Earl of Kent, 6. Baron Wake (1350–1397)
- Thomas Holland, 1. Duke of Surrey, 3. Earl of Kent, 7. Baron Wake (1374–1400)
- Edmund Holland, 4. Earl of Kent, 8. Baron Wake (1384–1408)